# Myosotis cyanea
Myosotis cyanea är en strävbladig växtart som först beskrevs av Pierre Edmond Boissier och Heldr., och fick sitt nu gällande namn av D. Peev och N. Andreev. Myosotis cyanea ingår i släktet förgätmigejer, och familjen strävbladiga växter. Inga underarter finns listade i Catalogue of Life.